# Tsukuyomi

Seltenes Kunstwerk mit Tsukuyomi-no-Mikoto

Tsukuyomi no mikoto oder auch Tsukiyomi no mikoto, Tsuki no kami und Tsukiyumi no mikoto (jap. ツク(キ) ヨ(ユ)ミ (Kojiki: 月読命; Nihonshoki: 月読(夜見)尊、月弓尊)) ist ein männlicher Kami in der Mythologie des Shintō. Er ist der Bruder von Amaterasu und Susanoo und wurde aus dem rechten Auge Izanagis geboren, als dieser sich nach seinem Gang in die Unterwelt rituell wusch. Von seinem Vater bekam Tsukuyomi folgenden Auftrag: „Deine Hoheit soll das Nachtbeherrschte Land regieren!“ 
Sein Name bezieht sich aller Wahrscheinlichkeit nach auf den Lunarkalender (tsuki bedeutet „Mond“ oder auch „Monat“; yomi könnte sowohl „Unterwelt“ als auch „Nacht“ oder „Dunkelheit“ bedeuten, wird aber gemeinhin vom Verb yomu (vormodern „zählen“, heute „lesen“) abgeleitet). Karl Florenz übersetzt mit „Mondnacht“, „Mondnächtler“, „Mondenzähler“ und „Zeitzähler“.
Die im 12. Jahrhundert am Ise-jingū abgefasste Schrift Yamato-bime-seiki zeigt ihn in einer Illustration als einen auf einem Pferd reitenden Mann. Innerhalb des shintō-buddhistischen Synkretismus wurde er auch oft dem Buddha Amida-nyorai gleichgesetzt.
Im Gegensatz zu seinen Geschwistern wird Tsukuyomi in den Mythen kaum erwähnt. Eine Ausnahme bildet lediglich eine Episode in einer alternativen Nihonshoki-Version (I, 27), der zufolge er die Nahrungs-Kami Ukemochi erschlug. Allen anderen Texten zufolge war dies jedoch Susanoo. In dieser alternativen Version wird auch die Opposition von Tag und Nacht damit begründet, dass die Sonnen-Kami Amaterasu von Tsukuyomis Tat so angewidert war, dass sie verkündete, nie wieder sein Gesicht sehen zu wollen.

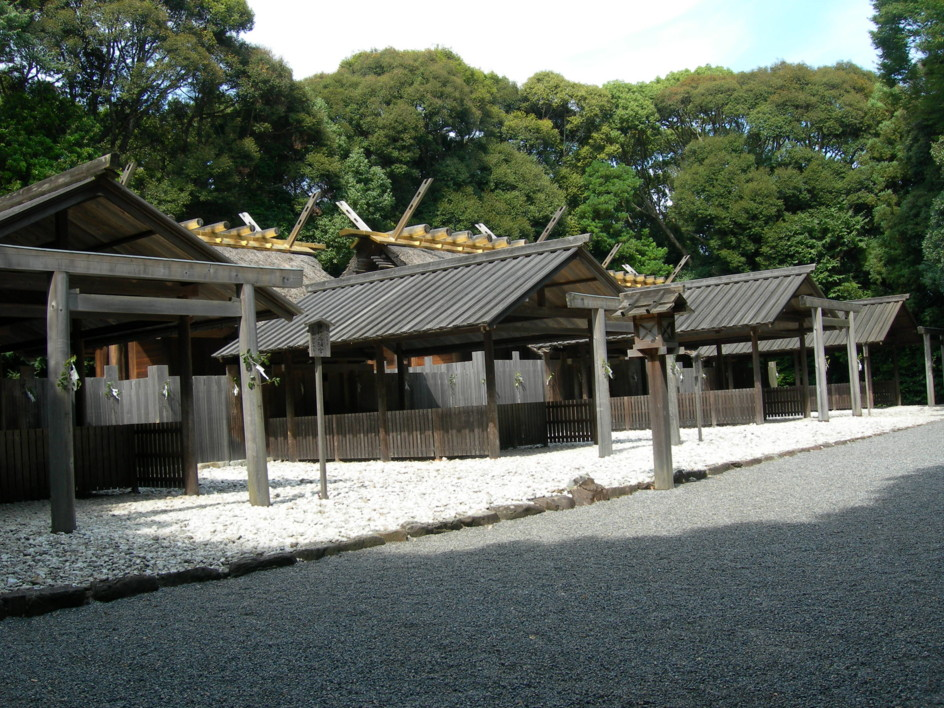
Tsuki-yomi-no-miya im Naikū des Ise-jingū

Nichtsdestoweniger wird Tsukuyomi in vielen Schreinen verehrt. Die bedeutendsten sind die zwei Tsuki-yomi-no-miya (beides bekkū) in den beiden Haupt-Schreinen des Ise-jingū. In diesen wird er zusammen mit seinem eigenen ara-mitama verehrt. Sein shintai ist ein Spiegel. 
Als Haupt-Kami findet Tsukuyomi Verehrung unter anderen in folgenden Schreinen: im Toda-mura Gassan-Schrein, im Dewa-san-zan Gassan-Schrein, im Masuda-machi Gassan-Schrein (Präfektur Akita), in diversen Tsuki-yomi-jinja  (Kizukuri-machi, Präfektur Aomori; Kushira-machi; Nishi-sakura-jima), im Agetsu-Schrein, im Asuka-hachiman-sha, und im Ōsasa-Schrein.
Den honden teilt er sich im Imamiya-ebisu-Schrein (Naniwa-ku, Osaka) mit Waka-hiru-me, Koto-shiro-nushi, Amaterasu und Susanoo; im Matsue Rokusho-Schrein mit Amaterasu, Susanoo, Izanagi, Izanami und Ō-namuchi; im Takahara-Schrein (Präfektur Tochigi) mit Ō-namuchi, Koto-shiro-nushi und Saruda-hiko. 

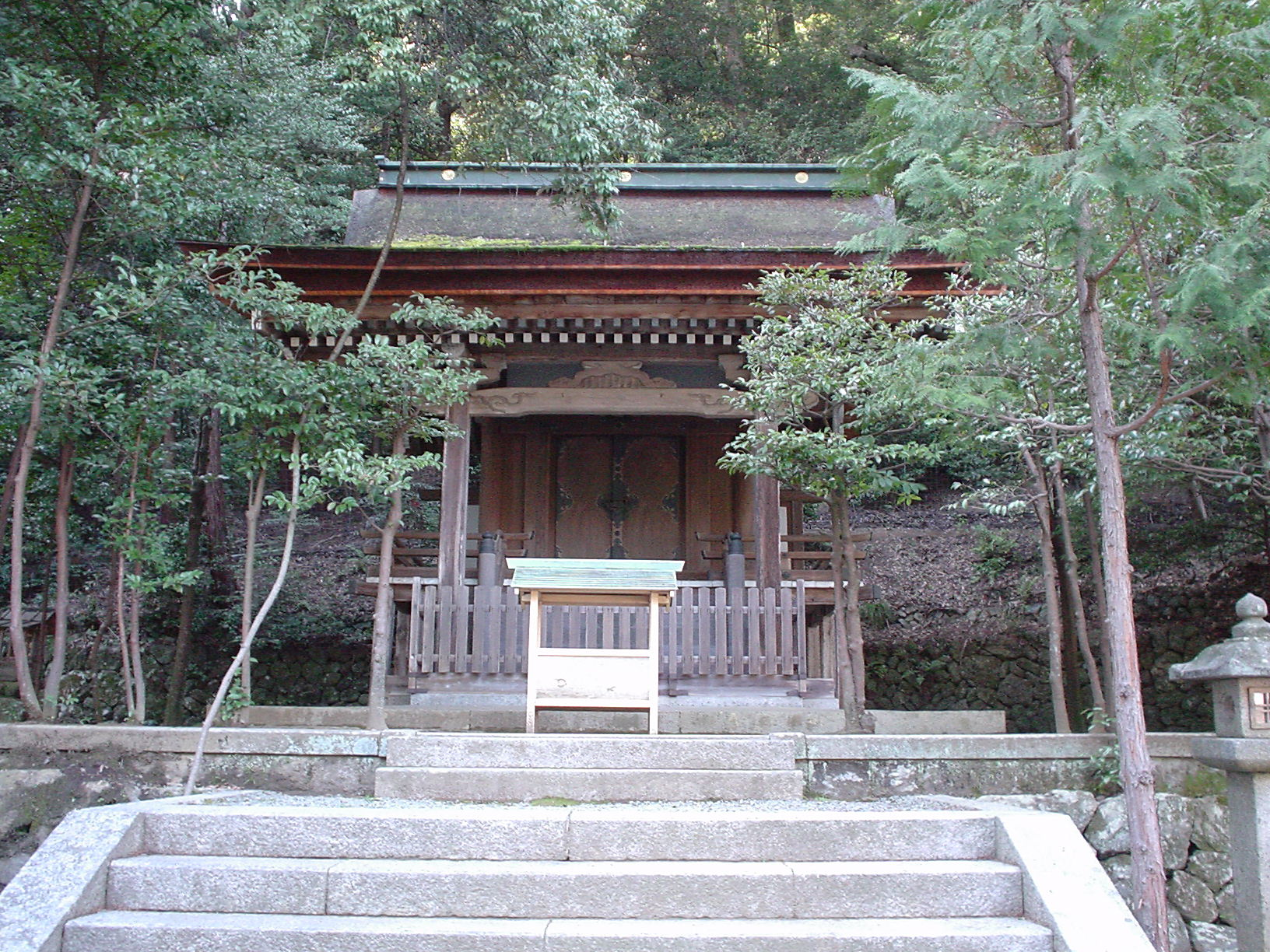
Tsukiyomi-jinja des Matsunoo-Schreins

Weitere Nebenschreine (namens Tsuki-yomi-jinja) sind ihm unter anderen gewidmet im Nagata-Schrein (Nagata-ku, Kōbe), im Hirota-Schrein (Nishinomiya) und im Matsunoo-Schrein (Kyōto), sowie zusammen mit Amaterasu im Kumano Hongū-Taisha.